# Elettromotrici AMT 11-22
Le elettromotrici AMT 11 ÷ 22 (o "Serie 10") sono elettromotrici articolate a scartamento normale costruite per la metropolitana di Genova dall'associazione di imprese AnsaldoBreda/Firema.

## Storia
Il convoglio è nato come seconda fornitura di rotabili per il trasporto di viaggiatori sulla metropolitana costruita a partire dall'inizio degli anni novanta a Genova. Il progetto è stato elaborato congiuntamente da AnsaldoBreda e Firema e ha dato luogo alla fornitura di 12 elettromotrici doppie articolate con sistema Jakobs, poggianti su 3 carrelli.
La costruzione avvenne tra il 1990 e il 1995. Le elettromotrici hanno assunto la numerazione progressiva 11-22.
Sono derivate dai treni Serie L6 (Firema T67) della "Linea Tranviaria Rapida" di Napoli, divenuta poi Linea 6: la denominazione di progetto Firema era infatti "T67A". 

## Caratteristiche
Il circuito di controllo della potenza è chopper a GTO; l'alimentazione elettrica avviene tramite linea aerea di contatto in corrente continua a 750 volt.
Le elettromotrici sono telecomandabili ed accoppiabili ad altre unità analoghe mediante accoppiatori automatici; sulla metropolitana di Genova viaggiano in doppia composizione, formando in totale sei convogli. 
La struttura del rotabile è in lega leggera con profilati estrusi di alluminio, a due casse inscindibili montate su 3 carrelli di cui quelli estremi sono di trazione e l'intermedio centrale portante; l'articolazione è di tipo tranviario a giostra sistema Jakobs. La sagoma piuttosto stretta, che riflette l'impostazione tranviaria del rotabile, è una caratteristica necessaria di tutti i mezzi della metropolitana del capoluogo ligure, in quanto essa impiega la galleria Certosa, che, essendo stata costruita all'inizio del XX secolo come parte dei percorsi a doppio binario delle linee tranviarie cittadine dell'epoca, presenta una larghezza piuttosto ridotta. La sospensione secondaria è pneumatica e autolivellante.
Il sistema frenante è di tipo elettrico combinato. La frenatura di emergenza si avvale di pattini elettromagnetici.
Il piano di incarrozzamento è posto a 850 mm rispetto al piano del ferro, più in basso rispetto al valore di 1100 mm in uso nella maggior parte delle metropolitane.